# Joanna Borowiak
Joanna Beata Borowiak z domu Wnuk (ur. 20 sierpnia 1967 we Włocławku) – polska polityk, nauczycielka i samorządowiec, posłanka na Sejm VIII, IX i X kadencji.

## Życiorys
Ukończyła I Liceum Ogólnokształcące im. Ziemi Kujawskiej we Włocławku oraz w 1993 studia z zakresu wychowania muzycznego na Wydziale Pedagogicznym Wyższej Szkoły Pedagogicznej w Bydgoszczy. Ukończyła studia podyplomowe m.in. na UMK w Toruniu, na UWM w Olsztynie i w WSKSiM w Toruniu. W 2005 na Wydziale Humanistycznym Uniwersytetu Mikołaja Kopernika w Toruniu uzyskała stopień doktora nauk humanistycznych ze specjalizacją pedagogika religii na podstawie pracy pt. Kształtowanie postaw religijnych uczniów na katechezie szkolnej w gimnazjum.
Podjęła pracę jako nauczycielka, zatrudniona w szkołach podstawowych, następnie w jednym z włocławskich gimnazjów. Została również pracownikiem naukowo-dydaktycznym w Kujawskiej Szkole Wyższej we Włocławku.
Zaangażowała się w działalność polityczną w ramach Prawa i Sprawiedliwości. W 2006 uzyskała mandat radnej miejskiej we Włocławku. Ponownie wybierana do miejskiego samorządu w 2010 i 2014. Pełniła m.in. funkcję wiceprzewodniczącej rady miasta. W 2014 bez powodzenia startowała do Parlamentu Europejskiego.
W wyborach parlamentarnych w 2015 kandydowała do Sejmu w okręgu toruńskim. Uzyskała mandat posłanki VIII kadencji, otrzymując 8292 głosy. Bezskutecznie startowała w wyborach do Parlamentu Europejskiego w 2019.
W wyborach w tym samym roku z powodzeniem ubiegała się natomiast o poselską reelekcję, otrzymując 15 200 głosów.
W lipcu 2021 została wybrana w skład Komitetu Politycznego Prawa i Sprawiedliwości oraz powołana na sekretarza Rady Politycznej PiS. W wyborach w 2023 po raz trzeci z rzędu uzyskała mandat poselski (z wynikiem 25 995 głosów). W Sejmie X kadencji została wybrana na przewodniczącą Komisji Polityki Senioralnej, zasiadła też w Komisji Edukacji, Nauki i Młodzieży oraz Komisji Polityki Społecznej i Rodziny. W 2024 z ramienia PiS bez powodzenia wystartowała w kolejnych wyborach europejskich (otrzymała 18 236 głosów).

## Odznaczenia
W 2004 otrzymała Brązowy Krzyż Zasługi, a w 2020 Brązową Odznakę „Za zasługi w pracy penitencjarnej”